# Сечелу
Сечелу (рум. Săcelu) — село у повіті Горж в Румунії. Адміністративний центр комуни Сечелу.
Село розташоване на відстані 214 км на захід від Бухареста, 22 км на схід від Тиргу-Жіу, 89 км на північ від Крайови.

## Населення
За даними перепису населення 2002 року у селі проживали 555 осіб, з них 554 особи (99,8%) румунів. Усі жителі села рідною мовою назвали румунську.